# Геліостат

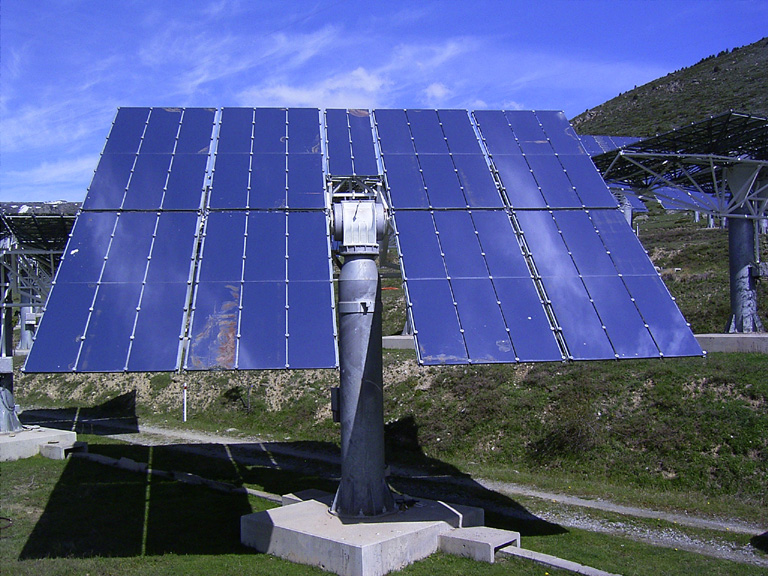
Геліостат на експериментальній електростанції THÉMIS у Франції

Геліоста́т — прилад, що здатний повертати плоске дзеркало так, щоб направляти сонячні промені постійно в одному напрямку, незважаючи на видимий добовий рух Сонця.
Спочатку використовувалися в сонячних телескопах, але були витіснені досконалішим целостатом.
Тепер геліостати застосовуються для використання сонячної енергії.